# 聖公會置富始南小學
聖公會置富始南小學（英語：S.K.H. Chi Fu Chi Nam Primary School）是一間位於香港香港島薄扶林置富花園香港津貼小學。

## 學校背景
聖公會置富始南小學原為聖公會始南小學，由周效良先生於1957年創辦，原校校址在黃竹坑新圍村，及後遷至田灣徙置區1座及11座天臺。80年代獲香港政府批出置富花園毗鄰地段興建新校舍，並於1982年正式遷入位於置富徑三號新校舍，發展上、下午校共49班。為發展始南成為兩所全日制小學，於1998年獲時任教育署批下一所位處田灣邨重建範圍校舍，上午校遷入田灣新校舍，而下午校則留於置富徑三號校舍，並於1999年9月配合田灣創校，更名為聖公會置富始南小學。

### 校訓

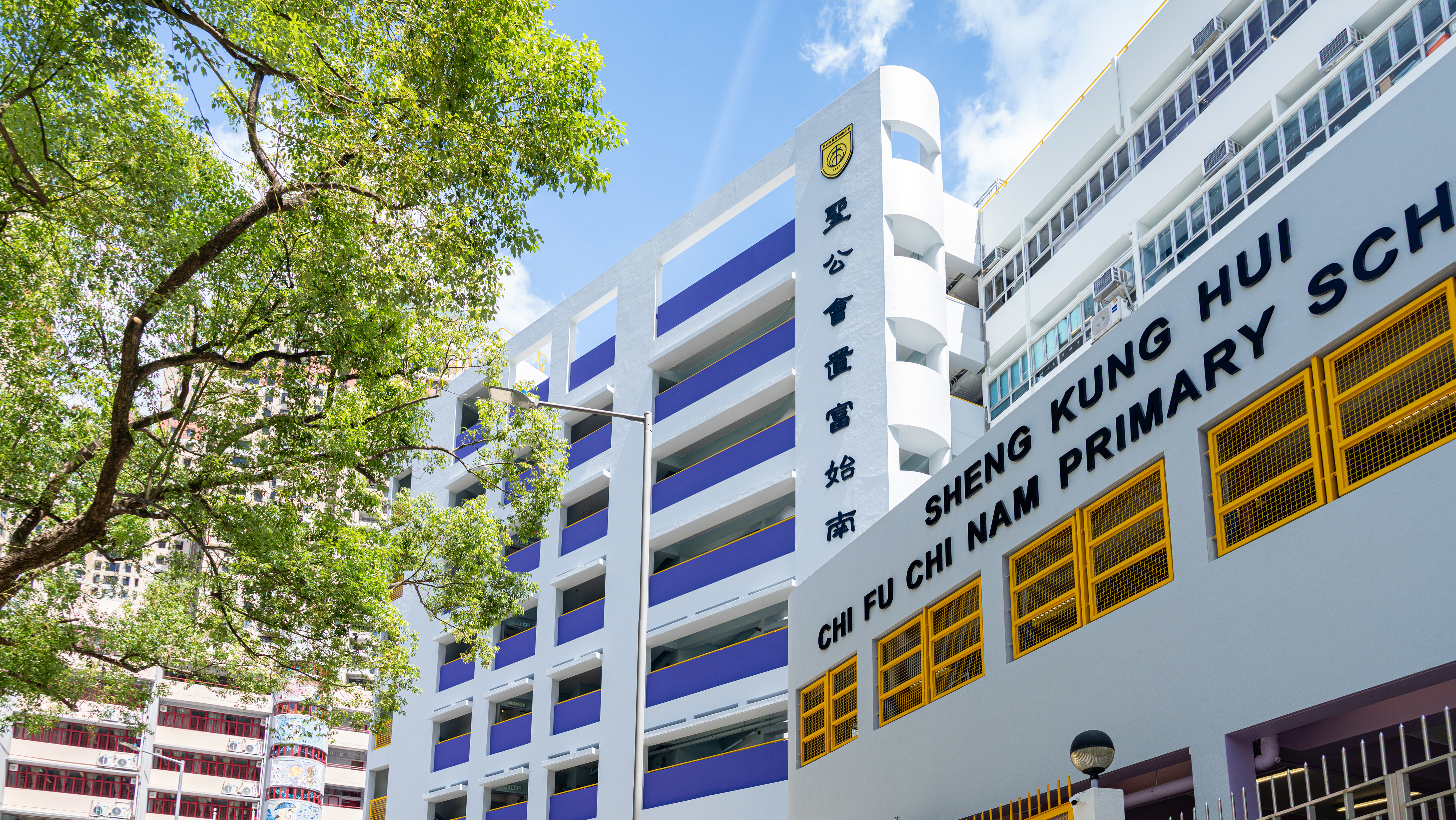
聖公會置富始南小學於2024年暑假翻新外牆後，外觀轉為淺灰色及紫色作主調

「非以役人，乃役於人」

## 學校教學計劃

### 推廣項目
1. 營造互助互愛、具學術氣氛校園環境、使同學認識基督、愛己愛人、主動學習，以自我完善為目標。
2. 培養教職員團隊精神，建立關愛校園文化；教師敢於接受挑戰，樂於終身學習，以自我完善為目標。
3. 家校衷誠合作，互相信任、彼此支持，悉心栽培同學。
4. 為社會培訓人才，使同學積極服務社群、熱愛生命、熱愛祖國、勇於承擔。
5. 每年發展六個心智習慣，建構學生心智習慣 ，延展思維能力
6. 跨學科主題學習及全方位學習
7. 家長支援

## 學校活動

### 學習支援
學校提供課前及課後輔導班，為成績稍遜學生提供學習支援。教師透過不同的活動加強學生學習興趣及動機，提升學業成績。

### 服務團隊
1. 風紀生
2. 圖書館領袖生
3. 關懷大使
4. 基督小門徒
5. 環保大使
6. IT大使
7. 學習大使

### 活動課
活動課主要由校內老師帶領，為學生提供多項興趣活動，藉此培養學生多方面興趣活動， 讓學生透過接觸不同活動，擴闊眼界。另學校成立了多個制服隊伍，由校內老師領隊，安排定期的聚會及參與所屬團體的校外活動，擴展學生眼界及服務社群。制服隊隊員亦在不同校外大型活動當值，如家長日、運動會、音樂會，服務學校。

### 校外導師班
藉校外導師班的設立，培養學生德、智、體、群、美、靈六育均衡發展，各活動由校外導師帶領，為學生提供專業培訓，發展學生多元智能。尤以音樂為重，成立管弦樂隊及三個組別的合唱團。

### 主題音樂會
2003或以前之音樂會主題無從稽考。
- 2004-2005年：《置富始南音樂會2005》
- 2005-2006年：《置富始南音樂會2006》
- 2006-2007年：《五十週年校慶音樂會》
- 2007-2008年：《同一夢想音樂會2008》
- 2008-2009年：因流感取消
- 2009-2010年：《上帝的創造音樂會2010》
- 2010-2011年：《喜樂喝采生命音樂會2011》
- 2011-2012年：《恩愛滿人間音樂會2012》
- 2013-2014年：《共創和諧新天地音樂會2014》

### 天文教室
添置多種天文儀器，及舉辦多次觀星晚會，以提升學校師生、家長，以及區內中小學師生、家長對天文的認識及興趣，對天文知識更熱愛，並在社區推廣天文教育。

## 著名校友
聖公會始南小學舊生
- 張玉珊：香港女歌手
- 趙善軒：歷史學者
- 杜浚斌：香港及澳門賽馬業人士、唱片騎師